# Cameron Douglas
Pour les articles homonymes, voir Douglas.
Cameron Douglas, né le 13 décembre 1978 à Santa Barbara en Californie, est un acteur américain.
Aîné des enfants de Michael Douglas, il commence sa carrière d'acteur à la fin des années 1990 avant de connaître de nombreux problèmes judiciaires dans les années 2000. Il est condamné à cinq ans de prison pour trafic de drogue en avril 2010, puis il est libéré en 2016,.

## Biographie

### Famille et jeunesse
Cameron Morrell Douglas naît le 13 décembre 1978 à Santa Barbara en Californie. Il est le fils de Diandra Luker et de l'acteur Michael Douglas, et le premier petit-fils de Kirk Douglas, figure majeure du cinéma américain.
Douglas possède des origines russes du côté de son père. Il est également le neveu de Peter Douglas (né en 1955) et d'Eric Douglas (1958-2004).

### Carrière
En 1997, il débute au cinéma en tant que figurant dans le film Mister Cool, porté par Jackie Chan. En 2003, il joue son premier grand rôle auprès de son père et de son grand-père dans Une si belle famille. En 2005, il est la vedette du film National Lampoon's Adam & Eve (en) avec Emmanuelle Chriqui. Il côtoie ensuite Jesse Metcalfe dans Loaded (en) (2008). L'année suivante, il est le héros du court métrage The Perfect Beat.
Il connaît ensuite des problèmes judiciaires. Il reprend sa carrière en 2019 et incarne Danny Engel dans un court métrage intitulé Dead Layer. Il publie cette même année son autobiographie Long Way Home dans laquelle il se confie sur ses problèmes de dépendance à la drogue.
Douglas prête ensuite ses traits au détective Wall dans le film The Runner, où il est dirigé par Michelle Danner. En 2022, il côtoie Bruce Willis dans Wire Room (en).

### Vie privée
Arrêté en 2009 pour possession de méthamphétamine, il est condamné en 2010 à cinq ans et demi de prison. Fin 2011, il est reconnu coupable d’avoir fait entrer de l'héroïne en prison. Sa peine est alors alourdie de quatre ans et demi.
En septembre 2012, au sein de la prison où il est incarcéré, il est victime d'un règlement de comptes qui lui vaut une fracture du fémur. En janvier 2013, il est contrôlé positif à la drogue lors d’un test inopiné.
En 2016, il sort de prison grâce à une réduction de peine de deux ans pour un centre spécialisé dans la réinsertion d'anciens détenus,.
Depuis sa libération, il est en couple avec Viviane Thibes. Ils ont deux enfants : Lua Izzy (née le 18 décembre 2017) et Ryder (né le 22 décembre 2020).

## Filmographie
Sauf indication contraire, les informations mentionnées dans cette section peuvent être confirmées par la base de données cinématographiques IMDb,  présente dans la section « Liens externes ».
- 1997 : Mister Cool (Mr. Nice Guy) de Sammo Hung : Giancarlo's Man
- 2003 : Une si belle famille (It Runs in the Family) de Fred Schepisi : Asher Gromberg
- 2005 : National Lampoon's Adam & Eve (en) de Jeff Kanew : Adam
- 2008 : Loaded (en) d'Alan Pao : Rick
- 2009 : The Perfect Beat de Benson McGrath : DJ Mojo (court métrage)
- 2019 : Dead Layer de Carter Winter et Aleksey Reznikov : Danny Engel (court métrage)
- 2021 : The Runner de Michelle Danner : le détective Wall
- 2022 : Wire Room (en) de Matt Eskandari : Mike Axum